# Waldenserkirche (Perouse)

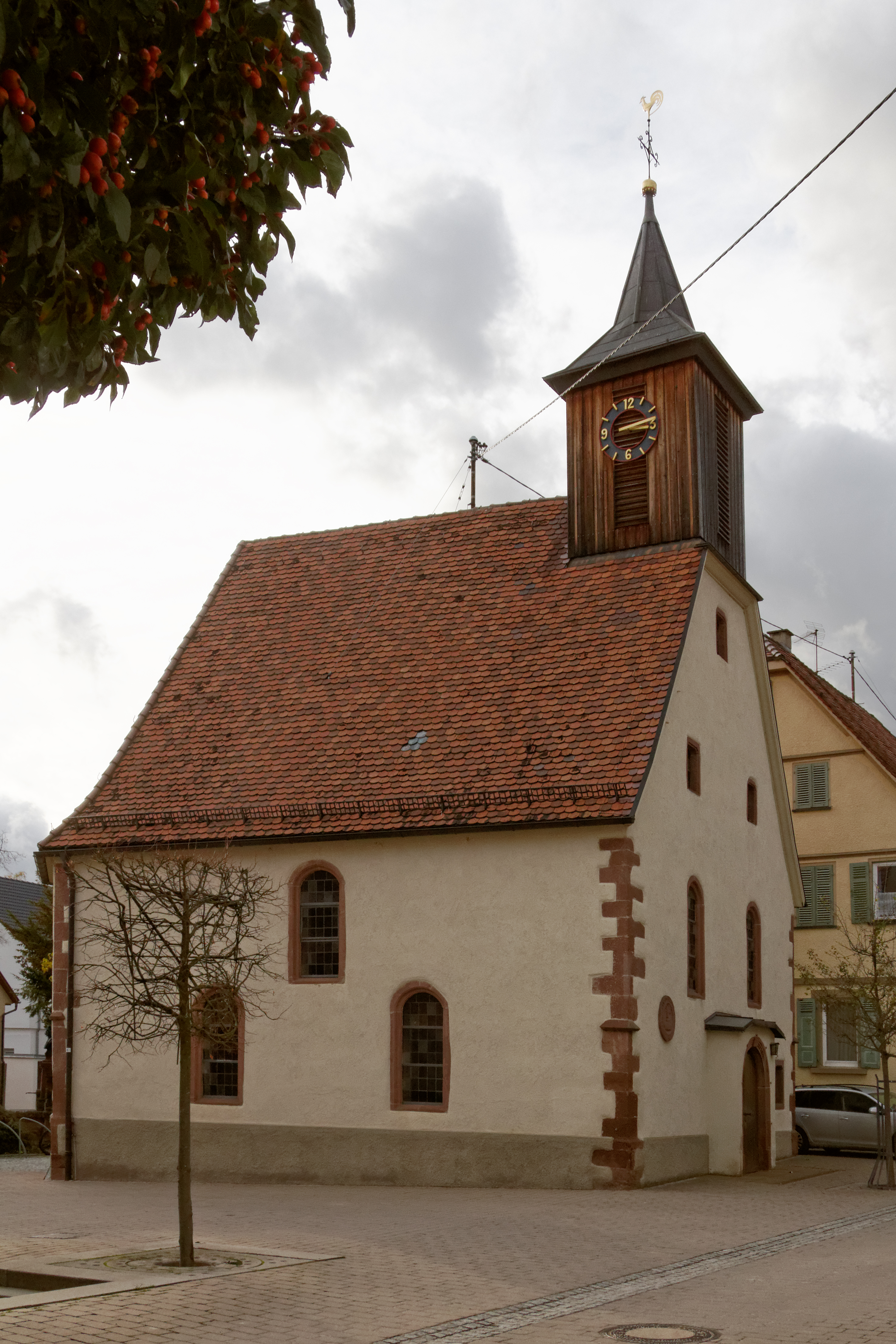
Waldenserkirche in Perouse

Die Waldenserkirche ist eine Kirche in Perouse, einem Stadtteil von Rutesheim im Landkreis Böblingen in Baden-Württemberg. Das Bauwerk ist beim Landesamt für Denkmalpflege Baden-Württemberg als Baudenkmal eingetragen. Die Kirchengemeinde gehört zum Kirchenbezirk Leonberg der Evangelischen Landeskirche in Württemberg.

## Beschreibung
Nachdem der Ort Perouse bereits 1699 durch 71 Familien von exilierten Waldensern gegründet worden war, konnte 1738 mit holländischer und englischer Hilfe ein schlichtes Bethaus errichtet werden. Der Schlussstein über dem Portal der zur Hauptstraße giebelständig orientierten Saalkirche zeigt noch die Jahreszahl an. Die Kirche wurde 1968 renoviert. Das Langhaus hat zwei Achsen und einen dreiseitig abgeschlossenen Chor im Süden. Über der Fassade im Norden erhebt sich ein quadratischer Giebelreiter, der die Turmuhr und den Glockenstuhl enthält und der mit einem achtseitigen Knickhelm bedeckt ist.
Zur Kirchenausstattung gehören ein kleiner Altar und eine Orgel.